# بویو پونگ
این یک نام کره‌ای است؛ نام خانوادگی بویو است.
بویو پونگ (هانگول:부여풍)، ( ۶۲۳ – ۶۶۸) شاهزاده بکجه، یکی از سه پادشاهی کره بود. او پسر پادشاه اویجا آخرین پادشاه بکجه بود. زمانی که ارتش شیلا و تانگ در سال ۶۶۰ میلادی به بکجه حمله کردند او در ژاپن گروگان بود، وی توانست ژاپنی‌ها را با خود متحد کند و علیه اتحاد تانگ و شیلا نیروی نظامی تشکیل دهد.  او به‌طور غیررسمی خود را پادشاه بکجه نامید. او همراه با ارتش ژاپنی یاماتو و همراه با ژنرال آبه نو هیرافو به بکجه رفت. سپس او به نیروهای احیای بکجه به رهبری ژنرال بوکشین پیوست. ژنرال بوکشین به او لقب پونگ گانگ را داد. در سال ۶۶۴ م ارتش تانگ و شیلا در نبرد بک گانگ موفق به سرکوب ارتش ژاپن و نیروهای احیای بکجه شدند پس از این نبرد بکجه به‌طور کامل سقوط کرد. پس از این نبرد بویو پونگ به گوگوریو فرار کرد. پس از سقوط گوگوریو او توسط ارتش تانگ دستگیر شد و برای تبعید به جنوب چین فرستاده شد. هیچ اطلاعاتی دربارهٔ زندگی او در چین در دست نیست.
چند تن از برادران او در ژاپن ساکن شدند. یکی از برادران بویو پونگ به نام زنکو (zenkõ) لقب کورادانو کنیشی را از امپراتور ژاپن دریافت کرد.